# Amarilo

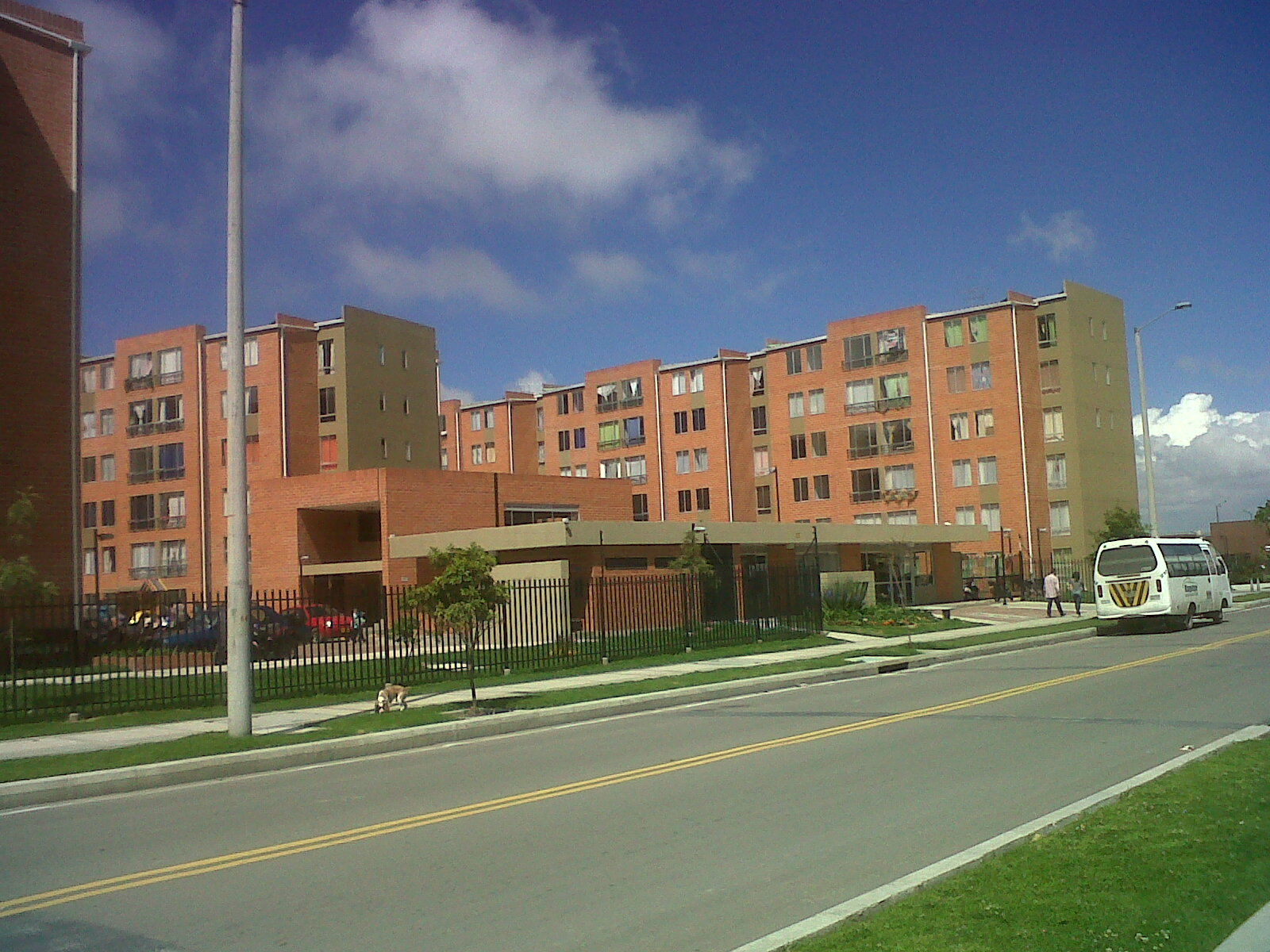
Ciudad Verde, un proyecto de Amarilo

Amarilo Inversiones S.A. es una empresa colombiana dedicada al desarrollo y gestión de proyectos de infraestructura residencial.
Se caracteriza por su modelo de Ciudades dentro de ciudades. En 2023 fue la empresa constructora más grande de Colombia.

## Historia
Fue fundada en 1993, como Inmobiliaria Mazuera con un proyecto de vivienda de interés prioritario en Ciudad Tunal, Bogotá.
En octubre de 2004, cambia su denominación a Amarilo.
En 2005, inaugura su proyecto más ambicioso hasta la fecha, Fontanar Chía.
En 2007 empieza a operar en Panamá.
En 2010, inaugura uno de sus proyectos mas emblemáticos Ciudad Verde en Soacha.
En 2015, en un contexto de expansión nacional inaugura en Cartagena. Parque Heredia, un complejo residencial de las de 7000 viviendas.
En 2018, ganó el contrato con la Federación Colombiana de Fútbol para la construcción de Alameda del Río, la nueva sede de la Selección de fútbol en Barranquilla.

## Polémicas
En junio de 2024, inicio una acción judicial contra la empresa por el Proyecto Lagos de Torca debido a que su construcción queda cerca al Aeropuerto Guaymaral.